# Pachycara suspectum
Pachycara suspectum és una espècie de peix de la família dels zoàrcids i de l'ordre dels perciformes.

## Morfologia
- Els mascles poden assolir 23 cm de longitud total.[4][5]

## Hàbitat
És un peix marí i d'aigües profundes que viu entre 91-1.280 m de fondària.

## Distribució geogràfica
Es troba al Pacífic oriental central: des de Mèxic fins al Golf de Panamà.

## Observacions
És inofensiu per als humans.